# Joseph Xing Wenzhi
Joseph Xing Wenzhi (chinesisch 邢文之, Pinyin Xing wén zhī; * 1963) ist Weihbischof in Shanghai.
2005 wurde Joseph Xing Wenzhi von Papst Johannes Paul II. zum Weihbischof im Bistum Shanghai ernannt und von Papst Benedikt XVI. bestätigt. Aloysius Jin Luxian spendete ihm am 28. Juni 2005 die Bischofsweihe. Er wurde sowohl von Papst Benedikt XVI. wie auch von der chinesischen Regierung anerkannt.
Er galt als designierter Nachfolger von Aloysius Jin Luxian, bis er Ende 2011 nicht zur Weihnachtsmesse kam und seit dem nicht mehr aufgetaucht ist. Lediglich eine Quelle berichtete nachträglich, er hätte am 20. Dezember 2011 seinen Rücktritt eingereicht.